# Nazionale maschile di rugby a 13 degli Stati Uniti d'America
La nazionale di rugby a 13 degli Stati Uniti d'America è la selezione che rappresenta gli Stati Uniti d'America a livello internazionale nel rugby a 13.
Uno dei primi tentativi di introdurre il rugby a 13 negli Stati Uniti d'America risale al tour dell'Australasia organizzato da Mike Dimitro nel 1953. In quella occasione una squadra chiamata "American All-Stars", formata da giocatori che mai avevano giocato al rugby league prima di allora e che si presentarono in abbigliamento da football americano al loro debutto, giocò una serie di 26 partite contro squadre locali di Australia e Nuova Zelanda raccogliendo 6 vittorie, 2 pareggi e 18 sconfitte. L'anno seguente si ebbe il debutto della prima nazionale statunitense in una partita contro la Francia giocata a Parigi; dovettero poi passare 33 anni per assistere a un'altra partita internazionale degli Stati Uniti, avvenuta contro il Canada nel 1987.
Nel 2013 gli Stati Uniti hanno debuttato nella Coppa del Mondo di rugby a 13 riuscendo ad accedere ai quarti di finale.